# Municipio de Vienna (condado de Montmorency)
El municipio de Vienna (en inglés: Vienna Township) es un municipio ubicado en el condado de Montmorency en el estado estadounidense de Míchigan. En el año 2010 tenía una población de 587 habitantes y una densidad poblacional de 3,27 personas por km².

## Geografía
El municipio de Vienna se encuentra ubicado en las coordenadas 45°1′56″N 84°20′33″O / 45.03222, -84.34250. Según la Oficina del Censo de los Estados Unidos, el municipio tiene una superficie total de 179.67 km², de la cual 178,97 km² corresponden a tierra firme y (0,39 %) 0,7 km² es agua.

## Demografía
Según el censo de 2010, había 587 personas residiendo en el municipio de Vienna. La densidad de población era de 3,27 hab./km². De los 587 habitantes, el municipio de Vienna estaba compuesto por el 97,96 % blancos, el 0,68 % eran amerindios, el 0,17 % eran isleños del Pacífico y el 1,19 % eran de una mezcla de razas. Del total de la población el 0,34 % eran hispanos o latinos de cualquier raza.